# Zwarte staafmier
De zwarte staafmier, ook staafmier of gewone staafmier, (Ponera coarctata) is een mierensoort uit de onderfamilie oermieren (Ponerinae). De wetenschappelijke naam van de soort is voor het eerst geldig gepubliceerd in 1802 door Latreille.